# Andryala arenaria
Andryala arenaria es una planta herbácea de la familia Asteraceae, originaria del sur de España y Marruecos.

## Descripción
Es una planta anual, con raíz axonomorfa fibrosa, generalmente unicaules, densamente cubiertas de pelos estrellados amarillentos. Tallos de 10-50 cm, simples o ramificados en la mitad superior, rara vez desde la base. Hojas de enteras a pinnatisectas; las inferiores oblanceoladas, atenuadas en pecíolo corto; las caulinares medias de ovado-lanceoladas a lanceoladas, sentadas, frecuentemente cordadas; las más superiores bracteiformes. Capítulos agrupados en inflorescencias corimbiformes de hasta 10 capítulos, rara vez solitarios. Involucro de 7-9 x 5-7 mm, cilíndricos y truncados en la fructificación, con 2-3 filas de brácteas. Brácteas involucrales lineares con pelos unicelulares glandulares y negros, dispuestos generalmente sobre el nervio medio; las medias y a veces las internas involutas y encerrando una flor. Receptáculo con pelos generalmente más largos que los aquenios. Lígulas externas de 8-12 mm, con limbo de 6-8 mm. Aquenios de c. l x 0,4 mm, subcilíndricos. Vilano de 4-5,5 mm. 2n = 18. Florece y fructifica de abril a junio.

## Distribución y hábitat
Se encuentra en pastizales sobre suelos arenosos, en el sudoeste  de la península ibérica y Norte de África (Marruecos).

## Taxonomía
Andryala arenaria fue descrita por (Guss. ex DC.) Boiss. & Reut. y publicado en Pugill. Pl. Afr. Bor. Hispan. 71. 1852
Etimología
Andryala: nombre genérico con derivación dudosa. Quizás procede del griego aner, andros que significa "macho" e hyalos, que significa cristal.
arenaria: epíteto que hace referencia a la preferencia por los suelos arenosos de estas plantas.
Sinonimia
- Andryala arenaria var. pinnatifida Lange
- Andryala dentata subsp. arenaria (DC.) Nyman
- Andryala dentata var. arenaria (Boiss. & Reut.) Batt.
- Andryala ficalheana Daveau
- Andryala integrifolia var. arenaria (Boiss. & Reut.) Ball
- Andryala rothia subsp. arenaria (DC.) Maire
- Andryala rothia var. pinnatifida (Lange) Maire
- Andryala tenuifolia var. arenaria Guss. ex DC.[5]